# Corte no Tempo
Time Cut (bra/prt: Corte no Tempo) é um filme americano de 2024 dos gêneros slasher e ficção científica, dirigido por Hannah MacPherson, que coescreveu o roteiro com Michael Kennedy. Produzido pelo estúdio ACE Entertainment, a trama segue Lucy, uma garota que acidentalmente viaja de volta no tempo até 2003 e tenta salvar sua irmã mais velha de um assassino mascarado. É estrelado por Madison Bailey, Antonia Gentry, Griffin Gluck e Michael Shanks. Foi lançado em 30 de outubro de 2024 pela Netflix.

## Sinopse
Uma adolescente viaja no tempo e vai parar no ano de 2003, dias antes de sua irmã ser assassinada. Será que ela vai mudar o passado ou destruir o futuro?

## Enredo
Em 18 de abril de 2003, a estudante do ensino médio Summer Field vai de forma desinteressada ao baile de formatura Spring Fling, já que seus amigos mais próximos, Emmy, Brian e Val, foram recentemente assassinados pelo serial killer conhecido como The Sweetly Slasher/O Carrasco de Sweetly. Seu amigo de longa data, Quinn, tenta lhe entregar uma carta, mas Summer o rejeita, fazendo o mesmo quando seu ex-namorado, Ethan, pede para dançar com ela.
Enquanto Summer está em um banheiro nos fundos, a polícia chega e começa a acabar com a festa, fazendo todos correrem para a saída da frente. Uma figura mascarada a ataca com uma faca, e ela consegue escapar pelos fundos, indo em direção ao celeiro, onde ele a derruba.
20 anos depois, a estudante do ensino médio e inventora amadora Lucy Field se sente quase invisível, já que a cidade e seus pais estão obcecados pela data da morte de Summer. A cidade foi destruída pelos assassinatos, o centro está abandonado, e as pessoas ainda falam sobre os crimes não resolvidos. Lucy acompanha seus pais até o pequeno memorial das vítimas em frente ao celeiro.
Percebendo um flash de luz em um celeiro próximo, Lucy encontra uma máquina do tempo e acidentalmente viaja de volta ao ano de 2003, dois dias antes de sua irmã Summer ser assassinada pelo Carrasco. Desorientada por Sweetly não estar tão degradada, ela vai até a escola para consultar seu mentor, o professor de ciências, Sr. Fleming. Quinn a ouve perguntando sobre viagens no tempo e insiste que é muito irresponsável fazer isso.
Momentos depois, quando Quinn é carregado por um grupo de estudantes para ser vítima da pegadinha do último ano, Lucy intervém. Ela impede o grupo e briga com Ethan. A princípio, Quinn fica ressentido, mas logo Lucy confidencia a ele que veio acidentalmente através da máquina do tempo. Sabendo que ele é bom em física, ela pede a ajuda dele para reabastecer a máquina.
Quando Quinn precisa sair para o seu trabalho no shopping, Lucy pede uma carona até sua casa, surpreendendo-o, já que ele não havia percebido a conexão entre ela e Summer. Ela é convidada a entrar sob o pretexto de ajudar Summer com a lição de química. A casa e os pais de Summer estão bem diferentes. Está bagunçada, os pais são mais tranquilos e relaxados, e Summer e sua mãe cozinham juntas todos os dias. Mais tarde, o Carrasco assassina Val e Brian, mas a tentativa de Lucy de interferir resulta na morte de um segurança, que originalmente não havia morrido.
Eventualmente, Summer descobre a verdade e se junta a Lucy e Quinn para tentar salvar Emmy do Carrasco. Enquanto isso, Lucy descobre que Quinn está apaixonado por Summer, e que a carta que ele tentou entregar a ela era uma confissão de amor. Enquanto Lucy e Quinn roubam combustível para a máquina do tempo, Summer vai ao baile e faz uma declaração pública de amor para Emmy. O Carrasco ataca Summer, mas Lucy e Quinn conseguem salvar sua vida.
O Carrasco é revelado como uma versão do Quinn do futuro, vindo de uma linha do tempo alternativa, que ficou insanamente obcecado pela rejeição e bullying que sofreu. Ele viajou de volta no tempo em busca de vingança contra Summer e seus amigos, criando inadvertidamente Lucy como resultado do vazio que o assassinato de Summer deixou na vida dos pais dela. Lucy transporta a si mesma e o Quinn do futuro de volta para 2024, onde consegue eletrocutá-lo e esfaqueá-lo até a morte.
Ao descobrir que não existe mais nessa nova linha do tempo melhorada, Lucy decide voltar para 2003 e viver sua vida no passado com Summer e Quinn, conseguindo um estágio na NASA, semelhante ao que conseguiu em sua linha do tempo original. Em sua declaração pessoal, Lucy revela uma visão mais otimista da vida do que tinha anteriormente.

## Elenco
- Madison Bailey como Lucy Field, a irmã mais nova de Summer
- Antonia Gentry como Summer Lucy Field, a irmã mais velha de Lucy
- Griffin Gluck como Quinn, um gênio da física e ajudante de Lucy
- Michael Shanks como Gil Field, o pai de Lucy e Summer
- Rachael Crawford como Kendra Field, a mãe de Lucy e Summer
- Jordan Pettle como Sr. Fleming
- Megan Best como Emmy Golden, a melhor amiga de Summer
- Samuel Braun como Ethan
- Sydney Sabiston como Val Vaughn
- Kataem O'Connor como Brian Palmer

## Produção
Em maio de 2021, foi anunciado que um roteiro escrito por Michael Kennedy e Sono Patel seria dirigido por Hannah MacPherson. Madison Bailey e Antonia Gentry foram as primeiras atrizes confirmadas no elenco principal do filme. Mais tarde, quando o lançamento para 2024 foi divulgado, novos nomes do elenco foram revelados.
As filmagens estavam previstas para acontecer em Winnipeg, Manitoba, Canadá, entre 21 de junho e 28 de julho de 2021. As gravações começaram em 6 de julho e foram concluídas em agosto, com o trabalho de cinematografia realizado por Tony Mirza e Halyna Hutchins, antes de Hutchins trabalhar em seu último filme, Rust. A produção de Time Cut utilizou armas descarregadas, mas os responsáveis pela segurança das armas seguiram todos os protocolos de segurança padrão para garantir que todo o elenco e equipe estivessem cientes.

## Lançamento
Time Cut foi lançado pela Netflix em 30 de outubro de 2024.

## Recepção
No site agregador de críticas Rotten Tomatoes, 26% das 31 avaliações dos críticos são positivas, com uma classificação média de 4/10. O Metacritic, que usa uma média ponderada, atribuiu ao filme uma pontuação de 36 em 100, com base em nove críticos, indicando críticas "geralmente desfavoráveis".